# Felsengebirgsschrecke
Die Felsengebirgsschrecke (Melanoplus spretus) oder Rocky-Mountain-Heuschrecke war die größte Heuschrecke, die gegen Ende des 19. Jahrhunderts im Mittleren Westen der USA und Teilen Kanadas verbreitet war. Sie gilt heute als ausgestorben. Die letzte Sichtung eines lebenden Exemplars erfolgte 1902.

## Vorkommen und Häufung
Die Felsengebirgsschrecke suchte bevorzugt Präriegegenden heim, war aber auf beiden Seiten der Rocky Mountains zu finden. Gute Brutbedingungen fanden die Schrecken in sandigen Gebieten, wo sie bei heißen und trockenen Klimabedingungen sehr gut gediehen. In Dürrezeiten konzentriert die Prärievegetation ihren Zucker im Strunk, was für die Schrecken eine hervorragende Nahrungsquelle darbot. Durch die Hitze wuchsen die Tiere schnell und sie bewegten sich vermutlich auf dem Jetstream, der durch das zentrale Nordamerika strich.
Die Schwärme waren von größerem Ausmaß, als sie je bei anderen Heuschrecken gesichtet worden waren. Ein berühmter Bericht von A. L. Child aus dem Jahr 1875, den Charles Riley 1880 im Second annual report of the United States Entomological Commission veröffentlichte, schätzt einen Schwarm, der in fünf Tagen über Plattsmouth, Nebraska, hinweg zog, auf eine Länge von 3000 Kilometer (1900 Meilen) bei einer Breite von 180 Kilometer (110 Meilen). Das entspräche mit etwa 520.000 km² mehr als der Fläche Kaliforniens. Der Schwarm bestand aus geschätzten 13 Billionen Individuen, mit einer Masse von 28 Millionen Tonnen.
Konservierte Überreste der Tiere wurden in Gletschern in Montana und Wyoming gefunden, dies war das Resultat der Überquerung der Rocky Mountains durch die Schwärme. Die Tiere vom Knife Point Gletscher im nordwestlichen Wyoming wurden mit der Radiokarbon-Methode auf Anfang des 17. Jahrhunderts datiert.

## Verschwinden
Bis heute ist nicht befriedigend geklärt, wieso die Felsengebirgsschrecke ausstarb. Einige Theorien gehen von der Annahme aus, dass das Pflügen und Bewässern der Felder durch Siedler den natürlichen Lebenszyklus der Heuschrecken empfindlich gestört habe. Die letzten großen Schwärme entstanden in den 1870er Jahren. Etwa 30 Jahre später starb die Art aus; das letzte lebende Tier wurde 1902 im Süden Kanadas gefunden. Wäre die Heuschrecke nicht ausgestorben, hätte sie die nordamerikanische Landwirtschaft wahrscheinlich stark beeinträchtigt.
Da die Wanderphase von Heuschrecken sich nur unter hohen Populationsdichten ausbildet, gab es Spekulationen, die Rocky-Mountain-Schrecke könne möglicherweise unter solchen Bedingungen aus der solitären Phase von noch existierenden verwandten Kurzfühlerschrecken gezüchtet werden, aber entsprechende Versuche blieben erfolglos. Wie DNS-Untersuchungen anhand von Museumsexemplaren nahelegen, war die Felsengebirgsschrecke wohl eine deutlich von den anderen Spezies abgegrenzte Art und ist damit definitiv ausgestorben.
Auch heute noch verursachen andere Kurzfühlerschreckenarten bedeutende Schädigungen des Ernteertrages Nordamerikas, jedoch nicht in dem Ausmaße, wie es die Felsengebirgsschrecke anrichten würde.